# 5714 Krasinsky
5714 Krasinsky este un asteroid din centura principală de asteroizi.

## Descriere
5714 Krasinsky este un asteroid din centura principală de asteroizi. A fost descoperit pe 14 august 1982 la Observatorul de Astrofizică din Crimeea de Nikolai Cernîh. El prezintă o orbită caracterizată de o semiaxă mare de 3,13 ua, o excentricitate de 0,20 și o înclinație de 1,1° în raport cu ecliptica.